# Чувакин, Алексей Андреевич
Алексе́й Андре́евич Чува́кин (род. 26 марта 1941, Томск, Новосибирская область) — советский и российский лингвист, доктор филологических наук (1996), профессор по кафедре современного русского языка (1995). Заслуженный работник высшей школы Российской Федерации (1997), почётный профессор Алтайского государственного университета (2003), член-корреспондент Международной академии наук педагогического образования (2000). Создатель научной школы филолого-коммуникативных исследований. Автор более 370 научных и учебно-методических работ.

## Биография
В 1958 году окончил с серебряной медалью среднюю школу в Бийске Алтайского края, в 1962 году — факультет русского языка и литературы Бийского педагогического института (ныне Алтайский государственный гуманитарно-педагогический университет имени В. М. Шукшина), получив диплом с отличием. В числе преподавателей факультета в то время были будущие профессора ведущих вузов России П. А. Лекант, М. Н. Мурзина (Везерова), В. М. Андреев, Н. Г. Салмина.
В 1962—1975 годах — на научно-педагогической работе в Бийском и Горно-Алтайском (ныне Горно-Алтайский государственный университет) педагогических институтах: ассистент, старший преподаватель.
Работа в вузах прерывалась дважды: в связи с избранием секретарём Бийского горкома комсомола (в 1965 году) и прохождением аспирантской подготовки на кафедре русского языка Рязанского педагогического института (ныне Рязанский государственный университет им. С. А. Есенина) в 1968—1972 годах.
Научный руководитель — доктор филологических наук, профессор В. М. Никитин. Диссертация на тему «Структурно-синтаксические разновидности ситуативных неполных предложений в современном русского языке» защищена в Ростовском государственном университете (ныне Южный федеральный университет) за четыре дня до окончания аспирантского отпуска. Утверждён в учёном звании доцента по кафедре русского языка в 1975 году.
С сентября 1975 года — в Алтайском государственном университете (АлтГУ): старший преподаватель, доцент, в 1992 году избран на должность профессора кафедры современного русского языка. Учёное звание профессора присвоено в 1995 году.
В 1996 году в Уральском государственном университете им. А. М. Горького защитил докторскую диссертацию на тему «Основы эвокационной теории художественной речи». Основатель кафедры русского языка и стилистики и её первый заведующий (в 1995—1998 годах), в дальнейшем на должность заведующего кафедрой, изменявшей свое название, избирался в 2002 и 2009 годах. Первый декан филологического факультета (в 1980—1982 годах), на должность декана избирался в 1990 и 1995 годах.
Иные обязанности:
- 1992—2012 — член Президиума Совета по филологии Учебно-методического объединения по классическому университетскому образованию.
- 1993—2013 — член диссертационного совета Д212.005.01 при АлтГУ, затем заместитель председателя диссертационного совета ДМ212.005.01, с 2004 — председатель диссертационного совета.
- 1997—2007 — член диссертационного совета ДМ212.056.04 при Дальневосточном государственном университете.
- 2002—2014 — главный редактор международного ежегодника «Языки и литературы народов Горного Алтая» (Горно-Алтайск).
- С 2002 — заместитель главного редактора «Сибирского филологического журнала» (Новосибирск).
- 2003—2018 — руководитель Алтайского регионального отделения Российской ассоциации преподавателей, исследователей и учителей риторики[2].
- 2004—2007 — руководитель проекта, научный редактор, автор ряда статей энциклопедического словаря-справочника «Творчество В. М. Шукшина» : в 3-х тт. Барнаул, 2004—2007 (при поддержке РГНФ, грант № 96-04-06090). Авторский коллектив словаря-справочника награждён дипломом «Лучшая книга Алтая — 2007».
- С 2004 — член редакционного совета научного журнала «Критика и семиотика» (Новосибирск).
- С 2006 — главный редактор, потом председатель редакционного совета журнала «Филология и человек».
- С 2008 — член Совета Российской ассоциации преподавателей, исследователей и учителей риторики[2].
- 2011—2017 — руководитель научно-образовательного центра филологических исследований коммуникации (совместно с Институтом филологии СО РАН).[3]
- 2013—2017 — член международного редакционного совета журнала «Structures and Functions: Studies in Russian Linguistics» / «Структуры и Функции: Исследования по русистике» (Tallinn).[4]

## Научная деятельность
Основные научные интересы обращены к проблемам полноты / неполноты и функционирования простого предложения, эвокации в художественном тексте, к коммуникативной природе текста, коммуникативной модели риторики в целях вузовского преподавания, творчеству В. М. Шукшина, общей филологии, процессам взаимодействия филологии и коммуникативных наук как базе построения филологической теории коммуникации.
Отдельные циклы статей посвящены событиям филологической жизни (защиты диссертаций в совете при АлтГУ, семинары и конференции и др.), деятельности ряда современных филологов, в том числе В. А. Белошапковой, И. А. Воробьёвой, В. П. Гудкова, М. П. Одинцовой.
Под руководством А. А. Чувакина подготовлены и защищены 36 кандидатских и 4 докторские диссертации (по специальностям 10.02.01 — русский язык, 10.02.19 — теория языка).
С исследовательской тематикой связана научно-организационная работа. В частности:
- 1997—2017 — научный / ответственный редактор ряда продолжающихся изданий: Человек — коммуникация — текст : сб. статей. Барнаул, 1997—2007; Филолого-коммуникативные исследования : международный ежегодник. Барнаул, 2014—2017 (совм. с И. В. Силантьевым).
- 2006—2017 — научный руководитель лаборатории коммуникативистики и риторики.
- 2009 — член редакционной коллегии издания В. М. Шукшин. Собрание сочинений: в 8 тт. / под общ. ред. О. Г. Левашовой. Барнаул, 2009.
- 2013—2017 — руководитель международного научного семинара «Филология и коммуникативные науки: направления взаимодействия» (совместно с зав. кафедрой).

## Образовательная деятельность в области филологии
Основные направления:
- Разработаны общий курс синтаксиса современного русского языка (читался студентам более 30 лет), общие и элективные курсы для студентов бакалавриата, магистратуры и аспирантов: основы филологии, введение в риторику, филология в системе современного гуманитарного знания, филологическая теория коммуникации, теория и практика преподавания коммуникативных дисциплин в вузе, актуальные проблемы современной филологии и др.
- Участие в разработке государственных образовательных стандартов по специальности / направлению «Филология» первых трех «поколений», пакета документов, связанных с введением данных стандартов: образовательной программы профиля «Прикладная филология», программ впервые вводимых учебных дисциплин и др.[прим. 4]
- Подготовка учебных пособий по ряду дисциплин филолого-коммуникативного спектра (частично — в соавторстве) для бакалавриата, специалитета, магистратуры по направлению «Филология» и аспирантов-филологов.
- Разработка модели учебной книги по риторике для магистратуры по специальности / направлению «Филология» («Русская филология») в вузах России и Казахстана (совместно с К. Б. Уразаевой), реализация этой модели в электронном издании учебной книги.

## Награды и звания
- Медаль «Ветеран труда» (Решение исполкома Алтайского краевого Совета народных депутатов от 23 марта 1991 г.).
- Почетное звание «Заслуженный работник высшей школы Российской Федерации» (Указ Президента Российский Федерации от 12 марта 1997 г. № 218).
- Благодарность Министра общего и профессионального образования России (Приказ Министра от 18.05.98 № З-16).
- Почетная грамота Администрации Алтайского края (1998).
- Звание «Заслуженный работник Алтайского государственного университета» (1998).
- Звание «Почетный профессор Алтайского государственного университета» (2003).
- Памятная медаль «К 100-летию М. А. Шолохова» (2004).
- Почетная грамота Государственного собрания — Эл Курултая Республики Алтай (2004).
- Благодарность Губернатора Алтайского края (2009).
- Почетная грамота Алтайского краевого законодательного собрания (2014).
- Почетный знак «С благодарностью, Барнаул» (2016).

## Основные публикации
А. А. Чувакин — автор (соавтор) более 370 научных и учебно-методических работ, в том числе 30 монографий и учебных пособий (из них 4 — с грифом УМО по классическому университетскому образованию), одного словарного издания.
Диссертации
- Структурно-синтаксические разновидности ситуативных неполных предложений в современном русском языке : дис. ... канд. филол. наук. Спец. 10.02.01 — русский язык. Рязань, 1971. 207 с. (Автореферат. Ростов-н/Д, 1971. 30 с.)
- Основы эвокационной теории художественной речи : дис. в виде научного доклада ... д-ра филол. наук. Спец. 10.02.01 — русский язык. Барнаул, 1996. 42 с.

Монографии
- Структура и содержание образовательно-профессиональных программ базового уровня университетского образования (бакалавриат) : программы гуманитарных факультетов. МГУ, 1993. (Гудков В. П., Ремнева М. Л., Ковтун Е. Н., Чувакин А. А. [и др.]. Направление «Филология». Концепция многоуровневого высшего филологического образования. С. 3-9).
- Рассказ В. М. Шукшина «Срезал»: проблемы анализа, интерпретации, перевода : коллект. моногр. / под ред. В.А Чесноковой. Барнаул: Изд-во Алт. ун-та, 1995. (Образ автора (в соавт. с Е. Ф. Дмитриевой, Л. Э. Кайзер, Г. Ф. Свиридовой). С. 95-111). ISBN 5-230-29794-8.
- Смешанная коммуникация в художественном тексте: Основы эвокационного исследования : монография / под ред. Н. Д. Голева. Барнаул : Изд-во Алт. ун-та, 1995. 125 с. ISBN 5-230-29792-1 (2-е изд., 2014. 138 с.) ISBN 978-5-7904-1592-0.
- Творчество В. М. Шукшина в современном мире: Эстетика. Диалог культур. Поэтика. Интерпретация / отв. ред. С. М. Козлова. Барнаул : Изд-во Алт. ун-та, 1999. (Язык. Поэтика. Семиотика (в соавт. с Г. В. Кукуевой, Г. Г. Москальчук, Г.Г. Хисамовой [и др.]). С. 129—161). ISBN 5-7904-0085-X.
- Инновационные подходы к проектированию Федерального государственного образовательного стандарта и примерных основных образовательных программ подготовки по направлению высшего профессионального образования «Филология» / Составление и общая редакция проф. Е. Н. Ковтун. М.: Изд-во МГУ, 2007. (Обоснование введения направления «Филология» в перечень направлений и специальностей ВПО РФ (в соавторстве с О. В. Александровой, Е. О. Менджерицкой). С. 55-64; Проекты нормативных документов (в соавт. с М. Л. Ремнёвой, В. П. Гудковым, Е. Н. Ковтун, О.В. Александровой [и др.]). С. 71-191). ISBN 978-5-211-05508-7.
- Город как средоточие коммуникаций : монография / И. М. Волчкова, Э. А. Лазарева, А. А. Чувакин [и др.]; авт.-сост. И. М. Волчкова и Э. А. Лазарева; науч. ред. Л. П. Холодова. Екатеринбург : Архитектон, 2009. 300 с., ил. (Коммуникативное пространство как процесс изучения. С.12-22). ISBN 978-5-7408-0161-2 (Авторский коллектив награждён дипломами Академии архитектуры и строительных наук России (2010), Международной ассоциации Союзов архитекторов (2010)).
- Текст в коммуникативном пространстве современной России : монография / А. А. Чувакин, И. Ю. Качесова, Н. В. Панченко [и др.]; науч. ред. Т. В. Чернышова, А. А. Чувакин. Барнаул : Изд-во Алт. ун-та, 2011. (Предисловие. С. 5-6; Филология и коммуникативистика как парадигмальные основания исследования текста. С. 7-26; Эвокационный подход к исследованию текста. С.105-111; Деривационный подход к исследованию текста. С. 123—130; Заключение. С. 333—334). ISBN 978-5-7904-1156-4 (Авторский коллектив награждён дипломом Российской коммуникативной ассоциации (2014)).
- Чувакин А. А., Демидова Е. В., Малыгина Э. В. Творчество В. М. Шукшина в пространстве коммуникации : коллект. моногр. / под общ. ред. А. А. Чувакина. Барнаул : Изд-во Алт. ун-та, 2015. (Предисловие. С. 4-7; Гл.1. Внутритекстовая коммуникация в рассказах В. М. Шукшина. С. 8-46; Гл.4. Творчество В. М. Шукшина в контексте филологического шукшиноведения и авторской лексикографии. С. 115—131; Заключение. С. 132). ISBN 978-5-7904-1979-9.
- Бытие текста в коммуникации : коллект. моногр. / под ред. А. А. Чувакина, А. А. Шмакова. Барнаул : ФГБОУ ВПО «Алтайский государственный университет», 2016. 1 эл. оп. диск (CD-R). Дата подписания к использованию: 12.04.2016. № гос. регистрации: 0321602908. Размещено в ЭБС АлтГУ : URL: http://elibrary.asu.ru/xmlui/handle/asu/2856 (Предисловие; Раздел «Коммуникативная природа текста и проблема бытия текста» написан А. А. Чувакиным единолично; раздел «Среда текста и объединения текстов» — в соавт. с Т. Н. Василенко и С. А. Медведевым).
- Филолого-коммуникативные исследования : избр. труды. М. : ФЛИНТА, 2020. 860 с. ISBN 978-5-9765-4371-3.

Учебные пособия
- Ситуативная речь: учеб. пособие. Барнаул : изд. Алт. ун-та, 1987. 106 с.
- Основы научного исследования по филологии : учеб. пособие. Барнаул : АлтГУ, 1990. 84 с. (В соавт. с Л. А. Кощей, В. Д. Морозовым). ISBN 5-230-29659-3.
- Основы общей риторики : учеб. пособие / под общ. ред. А. А. Чувакина. Барнаул : Изд-во Алт. ун-та, 2000. 110 с. (В соавт. с Ю. Н. Земской, И. Ю. Качесовой, Н. В. Панченко). Гриф Научно-методического совета по филологии УМО университетов РФ. ISBN 5-7904-0132-5 (2-е изд., перераб. и доп. Барнаул : Изд-во Алт. ун-та, 2013. 194 с.) ISBN 978-5-7904-1363-0.
- Основы теории текста : учеб. пособие / под общ. ред. А. А. Чувакина. Барнаул : Изд-во Алт. ун-та, 2003. 181 с. (В соавт. с Ю. Н. Земской, И. Ю. Качесовой, Л. М. Комиссаровой [и др.]). Гриф Совета по филологии УМО по классическому университетскому образованию. ISBN 5-7904-0330-1 (2-е изд., перераб. и доп.: Теория текста. М. : Флинта : Наука, М. : 2010. 224 с.) ISBN 978-5-9765-0841-5 (Флинта); ISBN 978-5-02-037163-7 (Наука).
- Основы филологии : учеб. пособие / под ред. А. И. Куляпина. М.: ФЛИНТА : Наука. 2011. 240 с. ISBN 978-5-9765-0939-9 (ФЛИНТА); ISBN 978-5-92-037256-6 (Наука); 3-е изд., М., 2016.
- Филология в системе современного гуманитарного знания: учеб. пособие для магистратуры / под ред. Т. В. Чернышовой, А. А. Чувакина. Барнаул : Изд-во Алт. ун-та, 2014. (Предисловие. С.7- 12; Филология и философия. С. 13-26; Системный подход в филологии. С. 60-69; Филология и коммуникативные науки (в соавт. с Э. В. Малыгиной). С. 132—151; Филология и образование. С. 152—156). ISBN 978-5-7904-1743-6.
- Филология и коммуникативные науки : учеб. пособие / ред.-сост. А. А. Чувакин, С. В. Доронина, И. Ю. Качесова [и др.]; под общ. ред. А. А. Чувакина. М. : ФЛИНТА : Наука, 2015. (Предисловие. С. 7-12; Филология и коммуникативные науки во встречном движении: от Бахтина до наших дней (в соавт. с А. И. Куляпиным). С. 15-136; Человек в коммуникации (в соавт. с И. Ю. Качесовой). С. 137—218). ISBN 978-5-9765-1914-5 (ФЛИНТА) ISBN 9785-02-038573-3 (Наука); 3-е изд., М., 2020.
- Риторика. Учебная книга для магистратуры по направлению / специальности «Филология» в вузах России и Казахстана / А. А. Чувакин, И. Ю. Качесова, Е. И. Клинк [и др.]. . Барнаул : ФГБОУ ВО «Алтайский государственный университет», 2018. (Предисловие; Введение-2. Риторика: рождение риторической традиции; современное состояние (при участии К. Б. Уразаевой); Коммуникативная модель риторики). Книга размещена: URL: http://elibrary.asu.ru/xmlui/handle/asu/2/discover № гос. регистрации: 0321900321.

Энциклопедический словарь-справочник
- Творчество В. М. Шукшина : энциклопедический словарь-справочник. В 3 тт. Т. 1 : Филологическое шукшиноведение. Личность В. М. Шукшина. Язык произведений В. М. Шукшина / науч. ред. А. А. Чувакин; ред.-сост. В. А. Чеснокова, А. А. Чувакин. Барнаул : Изд-во Алт. ун-та, 2004. 332 с. (Предисловие; словарные статьи: «В.М.Ш. Жизнь и творчество»; Исследование творчества Ш. в России (в соавт. с С. М. Козловой); Исследование языка прозы Ш.; Научно-исследовательский центр-музей В.М.Ш.; Шукшиноведение филологическое; Диалогичность прозы Ш. (в соавт. с М. А. Деминовой, Г. В. Кукуевой); Синтаксический уровень языка прозы Ш. (в соавт. с Г. В. Кукуевой, Г. Г. Москальчук, Г. Г. Хисамовой); Художественно-речевая структура прозы Ш.; Эвокационное описание языка прозы Ш. (в соавт. с Т. Н. Никоновой, С. Н. Пешковой). ISBN 5-7904-0363-Я (Авторский коллектив энциклопедического словаря-справочника «Творчество В. М. Шукшина» : в 3-х тт. Барнаул, 2004—2007 удостоен диплома «Лучшая книга Алтая — 2007»).
- Творчество В. М. Шукшина : энциклопедический словарь-справочник. В 3 т. Т. 2 : Эстетика и поэтика прозы В. М. Шукшина. Мотивы и символы творчества В. М. Шукшина. Диалог культур / науч. ред. А. А. Чувакин; ред.-сост. О. Г. Левашова. Барнаул : Изд-во Алт. ун-та, 2006. 290 с. ISBN 5-7904-0533-9
- Творчество В. М. Шукшина : энциклопедический словарь-справочник. В 3 т. Т. 3 : Интерпретация художественных произведений В. М. Шукшина. Публицистика В. М. Шукшина / науч. ред. А. А. Чувакин; ред-сост. С. М. Козлова. Барнаул : Изд-во Алт. ун-та, 2007. 360 с. ISBN 978-5-7904-0671-8
- Творчество В. М. Шукшина : Опыт энциклопедического словаря-справочника / отв. ред. А. А. Чувакин. Барнаул : Изд-во Алт. ун-та, 1997. 194 с. (Словарные статьи: «В.М.Ш. Жизнь и творчество»; Исследование языка В.М.Ш.; Научно-исследовательский центр-музей В.М.Ш.). ISBN 5-7904-0002-7.

Статьи
- Об основаниях структурной классификации ситуативных неполных предложений // Вопросы синтаксиса русского языка : сб. ст. Ростов-на-Дону, 1971. С. 54-60.
- Понятие о ситуативно-речевом блоке // Лингвистические средства текстообразования: межвуз. сб. ст. Барнаул : изд. Алт. ун-та, 1985. С. 163—174.
- О парадигматическом подходе к исследованию конструкций с чужой речью // Типы языковых парадигм : сб. ст. Свердловск, 1990. С. 90-96.
- О подготовке энциклопедического словаря-справочника «Творчество В. М. Шукшина» // Творчество В. М. Шукшина : Метод. Поэтика. Стиль : сб. ст. Барнаул : Изд-во Алт. ун-та, 1997. С. 3-12. ISBN 5-7904-0009-4
- Язык В. М. Шукшина в энциклопедическом словаре-справочнике его творчества // Известия Алт. ун-та. Сер. История. Педагогика. Филология. Философия. 1999. N 4 (14). С. 85-93. ISSN 15619443.
- О предмете и структуре синтаксиса современного русского языка // Филологический ежегодник. Омск : Омский госуниверситет, 2002. Вып. 4. С. 19-23. ISBN 5-8453-0044-4
- Теория текста : объект и предмет исследования // Критика и семиотика. Новосибирск: НГУ. Вып. 7. 2004. С. 88-87. ISBN 5-94356-206-0
- Курс основ филологии : к проблеме модернизации высшего филологического образования // Вестник Моск. ун-та. Сер. 9. Филология. 2006. № 2. С. 123—134. ISSN 02017385; ISSN 01300075
- Ортология и риторика как базовые дисциплины коммуникационной подготовки специалистов по направлению «Филология» // Риторика и культура речи в современном обществе и образовании : сб. мат-лов X Междунар. конфер. по вопросам риторики. М. : Флинта : Наука, 2006. С. 457—463. ISBN 5-89349-935-2 (Флинта); ISBN 5-02-034618-7 (Наука)
- Homo Loquens как исходная реальность и объект филологии (к постановке проблемы) // Языковое бытие человека и этноса: психолингвистический и когнитивный аспекты : сб. науч. ст. Барнаул: Изд-во Алт. ун-та, 2006. С. 136—153. (В соавт. с Л. А. Кощей). ISBN 5-7904-0595-9
- Новые возможности лингвоэвокационных исследований // Сибирский филологический журнал. 2007. № 3. С. 83-95. (В соавт. с Т. Н. Василенко, Ю. В. Ожмеговой, Е. А. Савочкиной, О. А. Сим). ISSN 18137083
- Язык как объект современной филологии // Вестник Бурятского ун-та. Сер.6. Филология. Улан-Удэ, 2007. Вып. 11. С. 64-69. ISSN 19940866
- Интернет-коммуникация : миниатюра в пространстве вторичных текстов // Современное состояние русской речи: эволюция, тенденции, прогнозы : межвуз. сб. науч. тр. Саратов, 2008. Вып. 8. С. 385—396. ISSN 18121810
- Примерная основная образовательная программа профиля «Прикладная филология» // Информационный бюллетень Совета по филологии УМО по классическому университетскому образованию. Великий Новгород : НовГУ имени Ярослава Мудрого, 2010. Вып. 12. С. 50-54. ISBN 978-5-89896-381-1
- Текст как объект филологической теории коммуникации // Политика в зеркале языка и культуры: сб. науч. тр. / отв. ред. М. В. Пименова. М. : ИЯ РАН, 2010. С. 205—213. (В соавт. с И. Ю. Качесовой, Н. В. Панченко). ISBN 5-7489-0015-7
- К построению филологической теории коммуникации : статья первая // Филология и человек. 2011. № 4. С. 7-18. ISSN 19927940
- К построению филологической теории коммуникации : статья вторая // Филология и человек. 2012. № 4. С. 146—157. ISSN 19927940
- Университетское филологическое образование на современном этапе // Alma Mater (Вестник высшей школы). 2012. № 10. С. 74-77. ISSN 1026-955X
- Концептуальный базис проекта «Риторика: учебная книга для магистратуры по направлению „Филология“ в вузах России и Казахстана» // Филолого-коммуникативные исследования. Ежегодник — 2016. . Барнаул : ФГБОУ ВО «Алтайский государственный университет», 2016. 1 эл. оп. диск (CD-R). (В соавт. с К. Б. Уразаевой). Ежегодник размещен: URL: http://elibrary.asu.ru/xmlui/handle/asu/3188 РИНЦ: http://elibrary.ru/item.asp?id=27476304. Номер государственной регистрации в ИнформРегистре: 0321604004. ISSN 24101958
- К построению филологической теории коммуникации: статья третья // Экология языка и коммуникативная практика. 2018. № 2. С. 77-88. . (В соавт. с Э. В. Малыгиной) . URL: http://ecoling.sfu-kras.ru/?p=707&lang=ru ISSN 23113499

Из событий филологической жизни
- Язык В. М. Шукшина в наследии профессора И. А. Воробьевой // Актуальные проблемы филологии : сб. ст. Барнаул, 1998. С. 8-9.
- Лингвистические идеи В. А. Белошапковой и их воплощение в современной русистике : коллект. моногр. / сост., отв. редактор Л. М. Байдуж. Тюмень : Мандр и Ко, 2010. (Вера Арсеньевна Белошапкова: ученый, педагог, организатор науки. С. 20-23). ISBN 5-93020-450-0
- Miscellanea : Памяти профессора М. П. Одинцовой / под ред. О. В. Коротун, Л. Б. Никитиной, О. В. Орловой. Омск : ООО «Полиграфист», 2014. (Образ М. П. Одинцовой в воспоминаниях. С. 16-18). ISBN 978-5-98236-048-9
- Международный научный семинар «Филология и коммуникативные науки в мире культуры, науки и образования : XXI век» (Барнаул, 8 апреля 2014 года) // Сибирский филологический журнал. 2014. № 2. С. 261—267.
- Коммуникативное образование филологов : аналитический обзор // Филолого-коммуникативные исследования. Ежегодник — 2016. . Барнаул : ФГБОУ ВО «Алтайский государственный университет», 2016. 1 эл. оп. диск (CD-R). Номер государственной регистрации в ИнформРегистре — 0321604004. Ежегодник размещен: URL: http://elibrary.asu.ru/xmlui/handle/asu/3188 РИНЦ URL: http://elibrary.ru/item.asp?id=27476304 ISSN 24101958